# Quitexe
Quitexe , även Dange, är en kommun i Angola.   Den ligger i provinsen Uíge, i den nordvästra delen av landet, 220 kilometer öster om huvudstaden Luanda.
I omgivningarna runt Quitexe växer i huvudsak städsegrön lövskog. Runt Quitexe är det glesbefolkat, med 19 invånare per kvadratkilometer.